# Эдем (фильм, 2024)
«Эде́м» (англ. Eden) — американский художественный фильм-выживание в жанре триллера режиссёра Рона Ховарда. Главные роли исполнили Джуд Лоу, Ана де Армас, Ванесса Кирби, Даниэль Брюль и Сидни Суини. Фильм основан на реальных событиях и рассказывает о группе европейских переселенцев, в 1934 году прибывших на остров Флореана в Галапагосском архипелаге (Эквадор).
Мировая премьера фильма состоялась 7 сентября 2024 года на кинофестивале в Торонто. 3 апреля 2025 года фильм был выпущен в прокат в Германии компанией Leonine. В США его релиз состоится 22 августа 2025 года, где дистрибьютором выступила компания Vertical. Премьера фильма «Эдем» в России запланирована на 14 августа 2025 года.

## Сюжет
Группа людей решает покинуть цивилизацию и в поисках смысла жизни отправиться на Галапагосские острова.

## В ролях
- Джуд Лоу — Доктор Фридрих Риттер
- Ана де Армас — Баронесса Элоиза Боске де Вагнер Уэрхорн
- Ванесса Кирби — Дора Штраух Риттер
- Даниэль Брюль — Хайнц Виттмер
- Сидни Суини — Маргарет Виттмер[англ.]
- Джонатан Титтел — Гарри Виттмер
- Ричард Роксбург — Аллан Хэнкок
- Феликс Каммерер — Рудольф Лоренц
- Тоби Уоллес — Роберт Филлипсон

## Производство
В октябре 2022 года стало известно, что Рон Ховард собирается снять новый фильм под рабочим названием «Происхождение видов» и занимается подбором актёров и возможных съёмочных локаций. В мае 2023 года стало известно, что фильме снимутся Ана де Армас, Джуд Лоу, Алисия Викандер и Даниэль Брюль. Подбор актёров продолжился даже во время забастовки профсоюза актёров SAG-AFTRA после заключения временного соглашения с профсоюзом. В ноябре 2023 года стало известно о смене названия фильма на «Эдем», а также о том, что в фильме снимутся Ванесса Кирби (которая заменила Алисию Викандер) и Сидни Суини, а музыку к нему напишет Ханс Циммер. В следующем месяце к актёрскому составу присоединились Ричард Роксбург, Феликс Каммерер, Тоби Уоллес, Пол Глисон и Игнасио Гаспарини.
Съёмки начались в ноябре 2023 года в Квинсленде (Австралия) и на Галапагосских островах. 27 ноября съёмки начались в городе Голд-Кост.

## Выпуск
В мае 2024 года AGC Studios на Каннском кинорынке продала права на дистрибуцию фильма компании Amazon Prime Video. Его мировая премьера состоялась 7 сентября 2024 года на кинофестивале в Торонто. 3 апреля 2025 года фильм вышел в прокат в Германии. В апреле 2025 года стало известно, что компания Vertical приобрела права на дистрибуцию фильма в США. Релиз назначен на 22 августа 2025 года.